# Connie Meijer
Pour les articles homonymes, voir Meijer.
Connie Meijer, née le 5 février 1963 à Flardingue et décédée le 17 août 1988 à Naaldwijk, est une ancienne coureuse cycliste néerlandaise.

## Biographie
Victime d'un malaise pendant un critérium aux Pays-Bas, elle décède d'une crise cardiaque.

## Palmarès
- 1982
  - Bad Homburg
- 1984
  -  Championne des Pays-Bas de cyclisme sur route
  - 6e, 16e et 18e étapes du Tour de France féminin
  - Ronde van de Haarlemmermeer
  - 2e de Lenterace
  - 3e de Omloop van `t Molenheike
- 1985
  - Lenterace
  - 3e étape du Tour des Pays-Bas
- 1986
  - 5e étape du Tour de France féminin
  - 3e étape du Tour de Norvège
  - 2e de Lenterace
- 1987
  - Lenterace
  - 1re étape du Tour de Norvège
  - 2e du Tour de l'Aude
  - 2e de Ronde van Zuid-Friesland
  - 3e du championnat du monde de cyclisme sur route
- 1988
  - Wijdenes-Oosterleek
  - Parel van de Veluwe
  - 3e étape de Driedaagse van Pattensen
  - 4e étape du Tour de Norvège